# Walter Andrews
Walter Andrews (8 febbraio 1881 – St. Petersburg, 12 marzo 1954) è stato un pistard canadese.

## Palmarès

### Olimpiadi
- Bronzo a Londra 1908 nell'inseguimento a squadre.